# William Short
William Short (1759 – 1849) è stato un diplomatico e ambasciatore statunitense.

## Biografia
Short viene ricordato per essere stato il segretario privato di Thomas Jefferson quando quest'ultimo faceva il commissario per la pace in Francia. Short considerava Jefferson suo mentore. In una sua lettera, il terzo presidente americano definiva l'amico un "figlio adottivo".
Short fu uno dei primi membri e presidente (1778–1781) della Phi Beta Kappa del College di William e Mary, ed entrò fece parte del Consiglio esecutivo della Virginia dal 1783 al 1784. Durante la rivoluzione francese (1789–92), svolse in Francia il ruolo di incaricato d'affari degli Stati Uniti. Nel 1792, Short fu nominato ministro d'America nei Paesi Bassi e dal 1794 al 1795 prestò servizio in qualità di commissario per i trattati in Spagna. Nel 1804, Short fu eletto membro dell'American Philosophical Society. Sebbene non fosse mai riuscito a ottenere il prestigio che egli desiderava, e la sua amata, la nobildonna Alexandrine Charlotte de Rohan-Chabot, avesse preferito unirsi sentimentalmente a un altro uomo, Short fu un uomo d'affari di successo e divenne molto facoltoso.
Short morì nel 1849.